# Le Pôle Nord
Pour les articles homonymes, voir Pôle Nord (homonymie).
Le Pôle Nord est une première tentative de Jules Verne de porter à la scène un de ses romans, en l’occurrence Les Aventures du capitaine Hatteras, roman paru en 1866. De ce synopsis, il ne subsiste que la liste des personnages et une subdivision en actes et tableaux. Cette tentative est datée de 1871.

## Lettre à Hetzel
Il écrit à Hetzel : « Il m'a poussé dans la tête qu'il y avait un grand drame tout nouveau, un drame panoramique à tirer d'Hatteras, un drame où on aurait des aurores boréales, des baleines, des tempêtes, des naufragés, enfin des choses qui ne se sont jamais vues au théâtre. Je remplacerais l'Américain qu'on trouve enfoui dans les glaces par un Français afin de déployer le drapeau tricolore au Pôle ! J'ai tout un scénario curieux, et puisque les journaux ont eu la bonté de dire que M. Verne ferait bien de faire une féerie, je ne vois pas pourquoi on ne tenterait pas ce drame. ».

## Personnages
- Le capitaine Hatteras.
- Le docteur Clawbonny.
- Le second Shandon.
- Johnston, contremaître.
- Pen, matelot anglais.
- Brunton, mécanicien.
- Simpson, harponneur.
- Waren, matelot.
- Matelots, mousses, etc.
- Le capitaine X, Français.

## Remarques
Dans cette tentative d'adaptation, Altamont, l'un des personnages du roman, disparaît et est remplacé par un capitaine français, le capitaine X, qui plante avec Hatteras, au côté du drapeau britannique, le drapeau français.